# Saint-André-de-Majencoules
Saint-André-de-Majencoules is een gemeente in het Franse departement Gard (regio Occitanie) en telt 569 inwoners (2005). De plaats maakt deel uit van het arrondissement Le Vigan.

## Geografie
De oppervlakte van Saint-André-de-Majencoules bedraagt 21,7 km², de bevolkingsdichtheid is 26,2 inwoners per km².

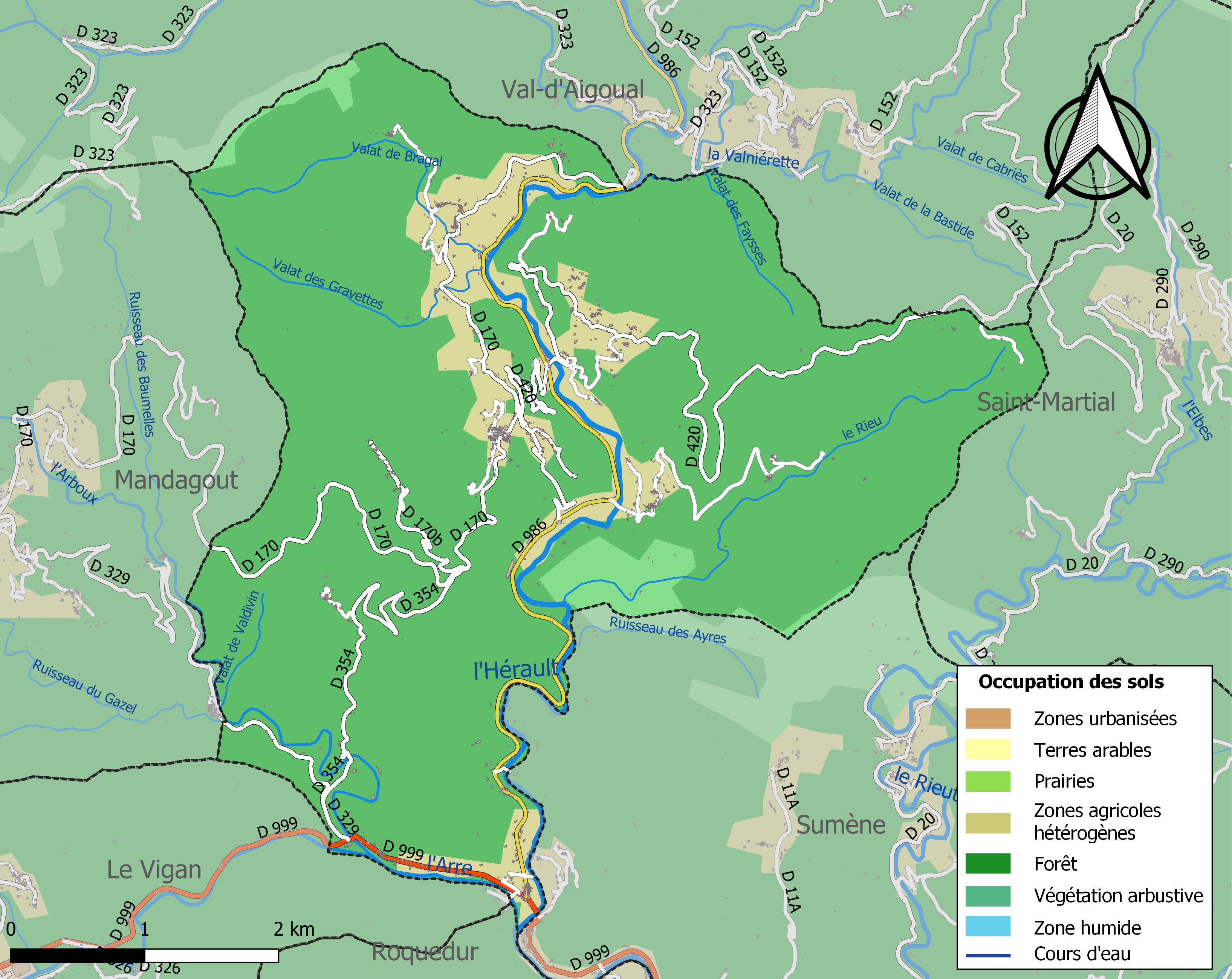
Kaart van de gemeente met de belangrijkste infrastructuur, bodemgebruik en omliggende gemeenten

## Demografie
Onderstaande figuur toont het verloop van het inwonertal (bron: INSEE-tellingen).